# Harrisia pomanensis
Harrisia pomanensis ist eine Pflanzenart in der Gattung Harrisia aus der Familie der Kakteengewächse (Cactaceae). Das Artepitheton pomanensis verweist auf das Vorkommen der Art bei Pomán in der argentinischen Provinz Catamarca.

## Beschreibung
Harrisia pomanensis wächst manchmal etwas strauchig. Die mehr oder weniger aufrechten, manchmal übergebogenen oder niederliegenden, blaugrünen oder graugrünen, glauken Triebe sind fast drehrund und weisen Durchmesser von 2 bis 4 Zentimetern auf. Es sind vier bis sieben stumpfe, gerundete, nicht gehöckerte  Rippen vorhanden. Die nadeligen, anfangs rötlichen bis fast weißen Dornen werden später grau mit einer schwarzen Spitze. Der einzelne Mitteldorn ist 1 bis 2 Zentimeter lang. Die sechs bis acht Randdornen erreichen eine Länge von bis zu 1 Zentimeter.
Die Blüten erreichen eine Länge von bis zu 15 Zentimeter.  Die kugelförmigen, leicht gehöckerten roten Früchte tragen einige wenige Schuppen.

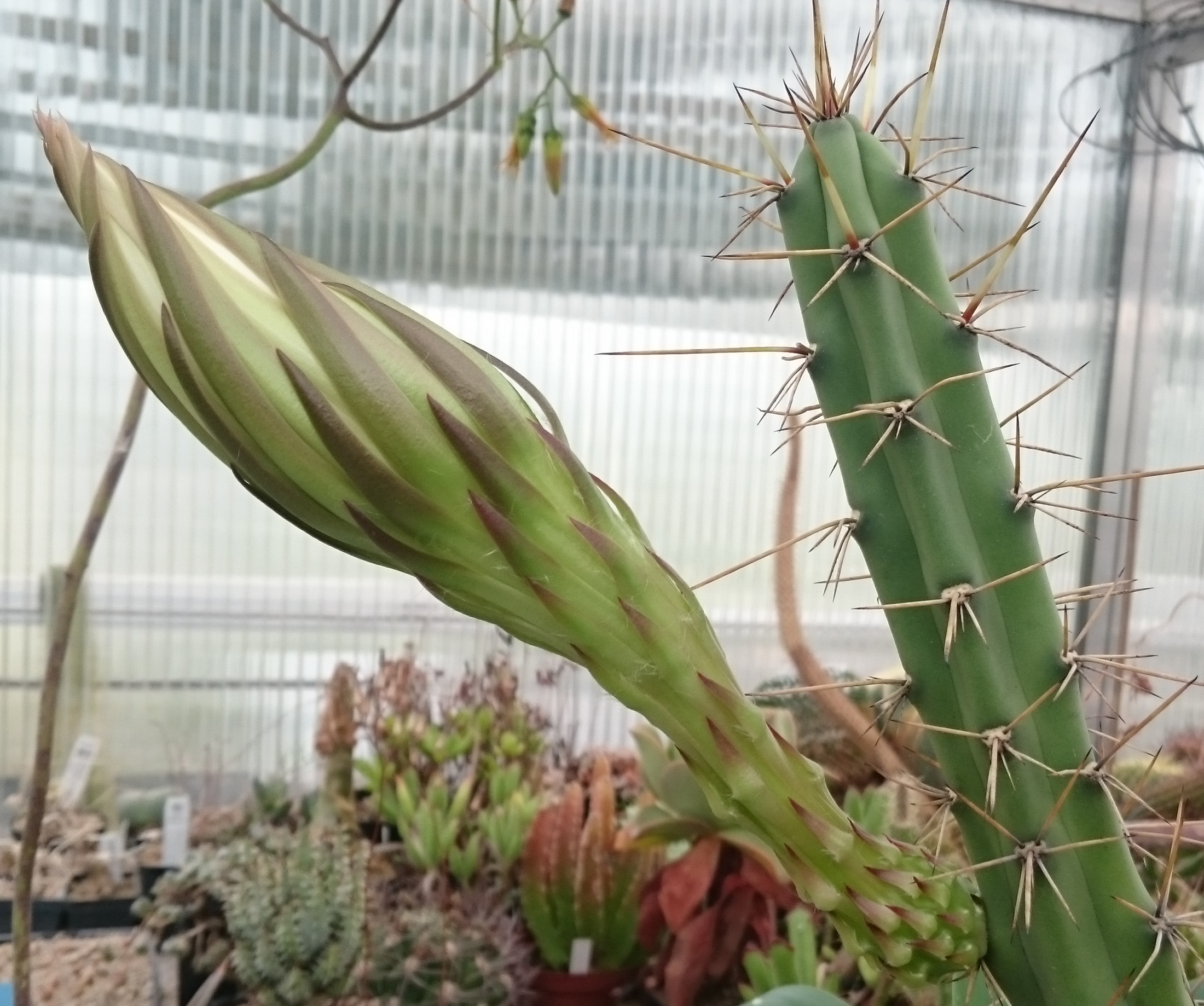
Knospe
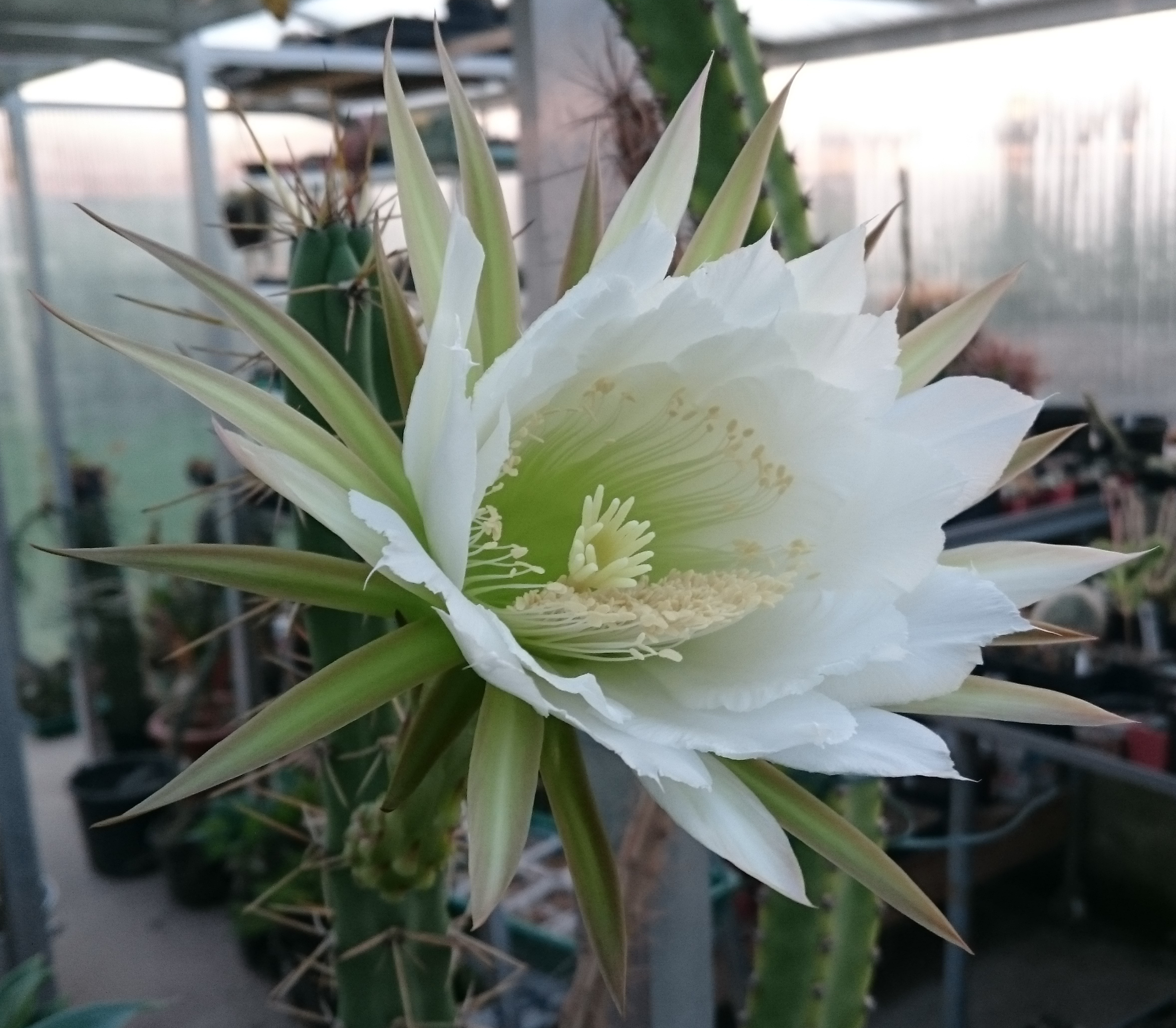
Blüte
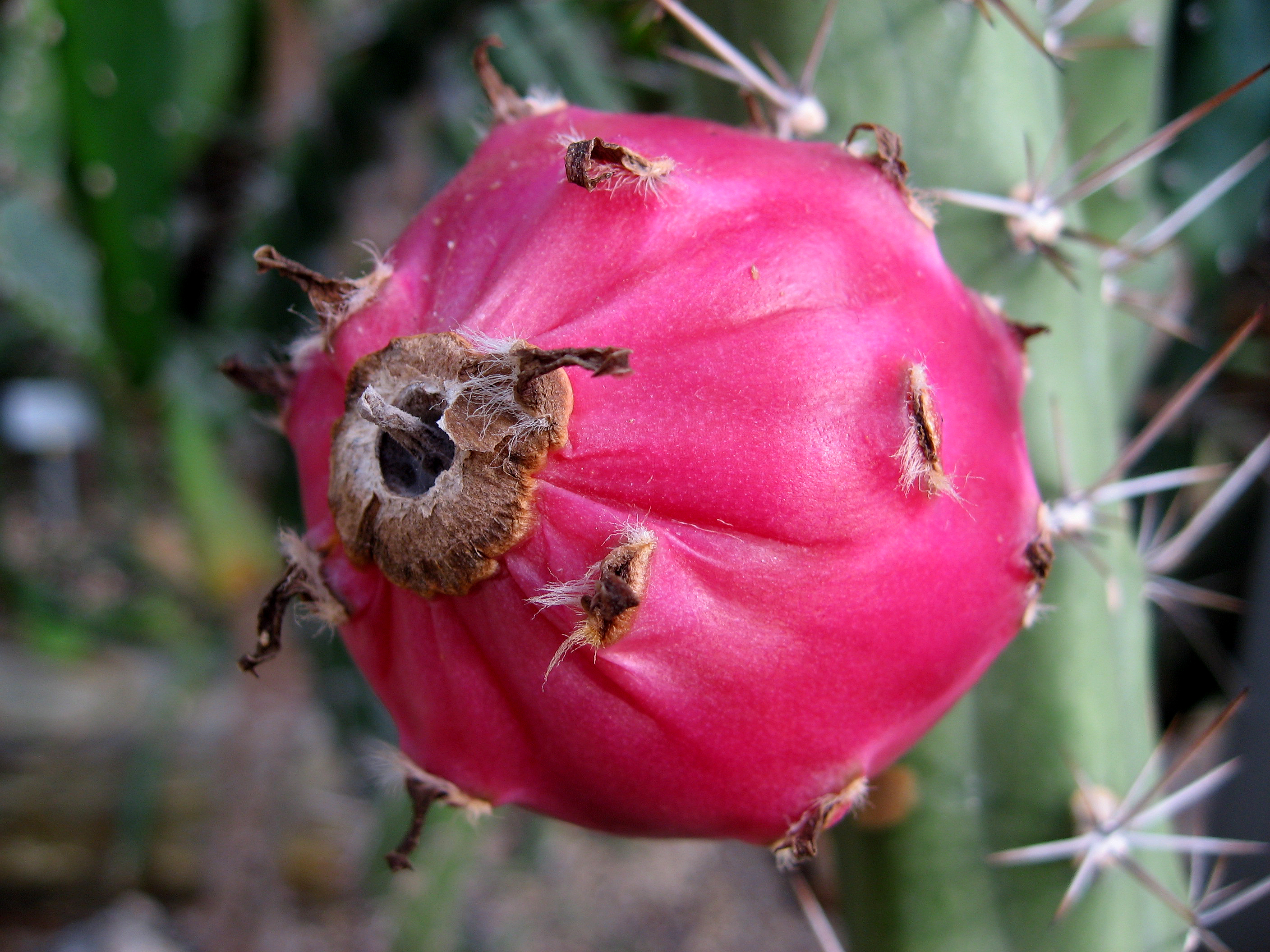
Frucht

## Verbreitung, Systematik und Gefährdung
Harrisia pomanensis ist im Süden Paraguays, in Bolivien und im Norden Argentiniens verbreitet.
Die Erstbeschreibung als Cereus pomanensis erfolgte 1897 durch Frédéric Albert Constantin Weber in Karl Moritz Schumanns Gesamtbeschreibung der Kakteen. Nathaniel Lord Britton und Joseph Nelson Rose stellten die Art 1920 in die Gattung Harrisia. Weitere nomenklatorische Synonyme sind Eriocereus pomanensis (F.A.C.Weber) A.Berger (1929) und Echinopsis pomanensis (F.A.C.Weber) Anceschi & Magli (2013).
In der Roten Liste gefährdeter Arten der IUCN wird die Art als „Least Concern (LC)“, d. h. als nicht gefährdet geführt.

## Nachweise